# Wang Quan’an
Wang Quan’an, chiń. 王全安; pinyin Wáng Quán’ān (ur. 1965 w Yan’an) – chiński reżyser, scenarzysta i producent filmowy. Reprezentant szóstego pokolenia chińskich twórców filmowych. 
Laureat Złotego Niedźwiedzia na 57. MFF w Berlinie za film Małżeństwo Tui (2006). Niedługo potem jego film Razem i osobno (2010) przyniósł mu Srebrnego Niedźwiedzia za najlepszy scenariusz na 60. Berlinale.
Członek jury konkursu głównego na 67. MFF w Berlinie w 2017.

## Filmografia

### Reżyser
- 1999: Zaćmienie księżyca (Yue shi)
- 2004: Historia Ermei (Jing zhe)
- 2006: Małżeństwo Tui (Tuya de hun shi)
- 2009: Tkaczka (Fang zhi gu niang)
- 2010: Razem i osobno (Tuan yuan)
- 2011: Równina białego jelenia (Bai lu yuan)[3][4]